# Edmund Jäger (Politiker)

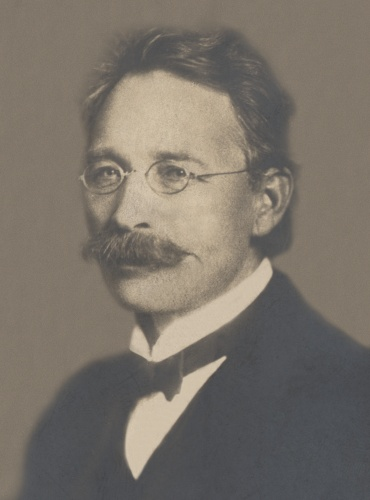
Edmund Jäger (um 1920)

Edmund Jäger (* 22. Jänner 1864 in Neuberg bei Asch; † 21. Juli 1935 in Unter Sandau) war ein österreichischer Politiker (Alldeutsche Vereinigung) und Mediziner. Er war von 1905 bis 1918 Abgeordneter zum Österreichischen Abgeordnetenhaus, Bürgermeister von Sandau und Mitglied der Landesregierung von Deutsch-Böhmen.

## Leben
Jäger wurde als Sohn eines Landwirts geboren. Er besuchte nach der Volksschule das Gymnasium in Mies und Eger und studierte in der Folge Medizin an der Universität Wien, an der Universität Jena sowie an der Universität Kiel. Seinen Militärdienst leistete Jäger beim Infanterie Regiment Nr. 86 ab, wo er zuletzt den Grad eines Assistenzarztes der Reserve innehatte. Beruflich war Jäger in der Folge als Arzt in Sangerberg aktiv. 
Im politischen Bereich engagierte sich Jäger für die Alldeutsche Vereinigung, wobei er nach dem Tod seines Parteikollegen Ernst Bareuther als dessen Nachfolger für den Stadtwahlkreis Eger, Franzensbad, Asch etc. in das Abgeordnetenhaus des Reichsrats gewählt wurde (X. Legislaturperiode). Nach der Einführung der Reichsratswahlordnung 1907 konnte sich Jäger bei der Reichsratswahl 1907 im Wahlbezirk Böhmen 91 in der Stichwahl gegen einen Kandidaten der Sozialdemokraten durchsetzen (XI. Legislaturperiode). Auch bei der Reichsratswahl 1911 siegte Jäger gegen einen Sozialdemokraten in der Stichwahl. Jäger war bis 1918 Abgeordneter des Abgeordnetenhauses (XII. Legislaturperiode) und gehörte während des Zusammenbruchs der Monarchie der deutsch-böhmischen Landesregierung an. Vom 21. Oktober 1918 bis zum 16. Februar 1919 war er Mitglied der Provisorischen Nationalversammlung. Zudem war er von 1911 bis 1923 sowie von 1928 bis 1935 Bürgermeister von Sandau.
Jäger war Vater des Aachener Physiologen und Ophthalmologen Alfred Jäger.